# YUKKO
YUKKO（ユッコ - ）は脚本家、演出家、日本のフルート奏者、シンガーソングライター。
東京コンテンポラリーシアター発起人及びパフォーマー。
クラシックフルートを木ノ脇道元、上野星矢、コンテンポラリーフルートを多久潤一朗に師事。ピナバウシュを敬愛する。

## 人物
デビュー前は株式会社イッセイミヤケに就職し、zuccaに配属されていた。
また、元ブランキージェットシティーのベーシスト照井俊幸のファッションブランド「ケルト&コブラ」を手伝っていたこともある。
拓久実ユキコとして、Sony recordsからデビューしヒップランドミュージックに所属していた。

## 作品

### 《シングル》
- CREEP (1999年1月21日) TV:ANB系「深夜水族館 ミッドナイトマーメイド」オープニング・テーマ
- LOVE (1999年4月21日) FM愛知80.2MHzでヘビーローテーションとなる。

### 《アルバム》
- CLOSET (1999年5月21日)

### 2017年
- コンテンポラリー古事記「天の岩戸＆ヤマタノオロチ
- コンテンポラリー音楽劇 蜂子皇子　[3] [4]

### 2018年
- 音楽劇「女龍馬」[5]
- 音楽劇「クレオパトラの最期〜美しく死ぬために」[6]
- 音楽演劇「赤い蝋燭と人魚」 [7]

### 2019年
- 音楽演劇「クレオパトラの最期コメディ！？〜美しく死ぬために～」[8]
- 音楽演劇「アルジャーノンに花束を」[9]

### 2020年
- 音楽演劇「もうひとつのヘレン・ケラー」

- 音楽演劇「KAGUYA〜人間を滅ぼしにやって来ました」[10]

### 2021年
- 音楽演劇「MUZAN」
- 音楽演劇「奏鬼」
- 奏鬼たちのアフタヌーンコンサートシリーズ

「ご機嫌麗しゅう、奏様」「奏様のお気に入り」「奏様の恐れるもの」「奏鬼たちのクリスマス」

### 2022年
- 奏鬼たちのアフタヌーンコンサートシリーズ「節分なんて怖くない⁉︎」　[14] 「奏様のお・と・も・だ・ち？」　[15] 「奏鬼たちのゴールデンウィーク」　[16]

## ラジオ
- 渋谷のラジオ、毎週木曜日生放送「渋谷のランチタイム[17]」パーソナリティ 2017年1月〜現在
- 「音楽芸術勝手に応援番組」パーソナリティー （渋谷のラジオ、毎週土曜日生放送 、2017年6月 -12月 ）[18]